# Armand Lévy (minéralogiste)
Pour les articles homonymes, voir Armand Lévy.
Armand (Abraham) Lévy, aussi appelé Serve-Dieu Abailard Lévy et, erronément, Aaron Lévy, est un mathématicien et minéralogiste français né le 14 novembre 1795 à Paris et mort le 29 juillet 1841 au Pecq.

## Biographie
Agrégé de mathématiques en 1816, il s'installe à Londres où il fait la connaissance en 1820 d'un marchand de minéraux qui lui demande de classifier sa collection. En 1827, il se rend en Belgique pour superviser l'impression du résultat de son travail. Il devient professeur à l'université de Liège. Rentré en France, il est nommé maître de conférences à l'École normale supérieure en 1831.
Il meurt d'une rupture d'anévrisme à l'âge de 45 ans.
Gendre du banquier Isaac Rodrigues-Henriques, il est le beau-père de l'archéologue Alexandre Bertrand.

## Postérité
Armand Lévy a découvert de nombreuses espèces minérales. Son nom a été donné à la Lévyne, de formule chimique (Ca, Na2, K2)Al2Si4O12·6H2O.